# John Hunt
Henry Cecil John Hunt, baron Hunt of Llanfair Waterdine (ur. 22 czerwca 1910 w Shimla, zm. 8 listopada 1998 w Henley-on-Thames) – angielski oficer, zawodowy wojskowy, ostatnio w stopniu generała brygady Armii Brytyjskiej; alpinista, w 1953 r. kierownik brytyjskiej wyprawy w Himalaje, która jako pierwsza zdobyła Mount Everest.